# Liste des gratte-ciel de Colombie
Cet article présente une liste des gratte-ciel de Colombie.

## Gratte-ciel existants
Ci-dessous la liste des gratte-ciel colombiens achevés de plus de 120 mètres.
| Rang | Bâtiment                         | Ville                | Hauteur                     | Nombre d'étages | Année d'inauguration |
| ---- | -------------------------------- | -------------------- | --------------------------- | --------------- | -------------------- |
| 1    | BD Bacata (Tour Sud)             | Bogota               | 240 mètres                  | 67              | 2017                 |
| 2    | BD Bacata (Tour Nord)            | Bogota               | 216 mètres                  | 56              | 2017                 |
| 3    | Hotel Estelar                    | Carthagène des Indes | 202 mètres                  | 52              | 2017                 |
| 4    | Tour Colpatria                   | Bogota               | 192 mètres                  | 50              | 1979                 |
| 5    | Hyatt Regency Carthagène         | Carthagène des Indes | 190 mètres                  | 44              | 2017                 |
| 6    | Centro de Comercio Internacional | Bogota               | 190 mètres                  | 50              | 1977                 |
| 7    | Museo Parque Central             | Bogota               | 185 mètres                  | 45              | 2017                 |
| 8    | North Point V                    | Bogota               | 184 mètres                  | 45              | 2017                 |
| 9    | Torre de Cali                    | Cali                 | 183 mètres                  | 44              | 1980                 |
| 10   | Tour Coltejer                    | Medellín             | 175 mètres                  | 37              | 1972                 |
| 11   | Ciudadela San Martín Torre Norte | Bogota               | 171 mètres                  | 47              | 1983                 |
| 12   | Grand Bay Club                   | Carthagène des Indes | 170 mètres                  | 44              | 2011                 |
| 13   | Majestic                         | Bucaramanga          | 163 mètres                  | 44              | 2016                 |
| 14   | Palmetto                         | Carthagène des Indes | 162 mètres                  | 42              | 2016                 |
| 15   | Mirage                           | Barranquilla         | 162 mètres                  | 43              | 2016                 |
| 16   | Edificio Avianca                 | Bogota               | 161 mètres                  | 41              | 1969                 |
| 17   | Torre del Café                   | Medellín             | 160 mètres                  | 36              | 1975                 |
| 18   | Palmetto Eliptic                 | Carthagène des Indes | 156 mètres                  | 43              | 2011                 |
| 19   | Edificio Infinito                | Carthagène des Indes | 150 mètres                  | 35              | 2009                 |
| 20   | Edificio Horizontes              | Carthagène des Indes | 140 mètres                  | 37              | 2007                 |
| 21   | Torre Colseguros                 | Bogota               | 140 mètres                  | 36              | 1996                 |
| 22   | Edificio de la Contraloria       | Bogota               | 140 mètres                  | 36              | 1974                 |
| 23   | Edificio Fonade                  | Bogota               | 140 mètres[réf. nécessaire] | 40              | 1975                 |
| 24   | Edificio Corficolombiana (es)    | Cali                 | 139 mètres                  | 32              | 2003                 |
| 25   | Cámara de Comercio               | Medellín             | 139 mètres                  | 32              | 1974                 |
| 26   | Banco de Occidente               | Cali                 | 135 mètres                  | 28              |                      |
| 27   | La Alpujarras                    | Medellín             | 131 mètres                  | 28              |                      |
| 28   | North Point III                  | Bogota               | 125 mètres                  | 34              | 2009                 |
| 29   | Edificio Orquídea Real           | Bogota               | 123 mètres                  | 38              | 1970                 |
| 30   | Edificio Seguros Tequendama      | Bogota               | 122 mètres                  | 38              | 1970                 |
| 31   | lang=es                          | Medellín             | 120 mètres                  | 38              | 2006                 |
| 32   | Residencias Tequendama           | Bogota               | 120 mètres                  | 30              | 1978                 |
| 33   | Torre Medellín                   | Medellín             | 120 mètres[réf. nécessaire] | 30              | 1975                 |
| 34   | San Martin Plaza                 | Carthagène des Indes | 120 mètres[réf. nécessaire] | 34              | 2009                 |

## Gratte-ciel en construction ou en projet
Ci-dessous la liste des gratte-ciel colombiens en construction ou en projet de plus de 120 mètres.
| Rang | Bâtiment                 | Ville                | Hauteur    | Nombre d'étages | Année d’inauguration |
| ---- | ------------------------ | -------------------- | ---------- | --------------- | -------------------- |
| 1    | Torres Atrio (Tour Sud)  | Bogota               | 268 mètres | 68              | 2020                 |
| 1    | Torres Atrio (Tour Nord) | Bogota               | 201 mètres | 43              | 2020                 |
| 1    | Centurion Español        | Carthagène des Indes | 220 mètres | 70              | 2011                 |
| 2    | Cartagena Ocean Tower    | Carthagène des Indes | 220 mètres | 50              | 2011                 |
| 3    | The Azur                 | Carthagène des Indes | 210 mètres | 60              | non définie          |
| 4    | Pacific Center Finances  | Cali                 | 208 mètres | 61              | 2011                 |
| 5    | Orient-Express Hotel     | Carthagène des Indes | 200 mètres | 50              | 2011                 |
| 6    | Related group-Torre 1    | Carthagène des Indes | 190 mètres | 47              | 2011                 |
| 7    | Related group-Torre 2    | Carthagène des Indes | 190 mètres | 47              | 2011                 |
| 10   | Edificio Grattacielo     | Barranquilla         | 140 mètres | 39              | 2014                 |

## Galerie d'images

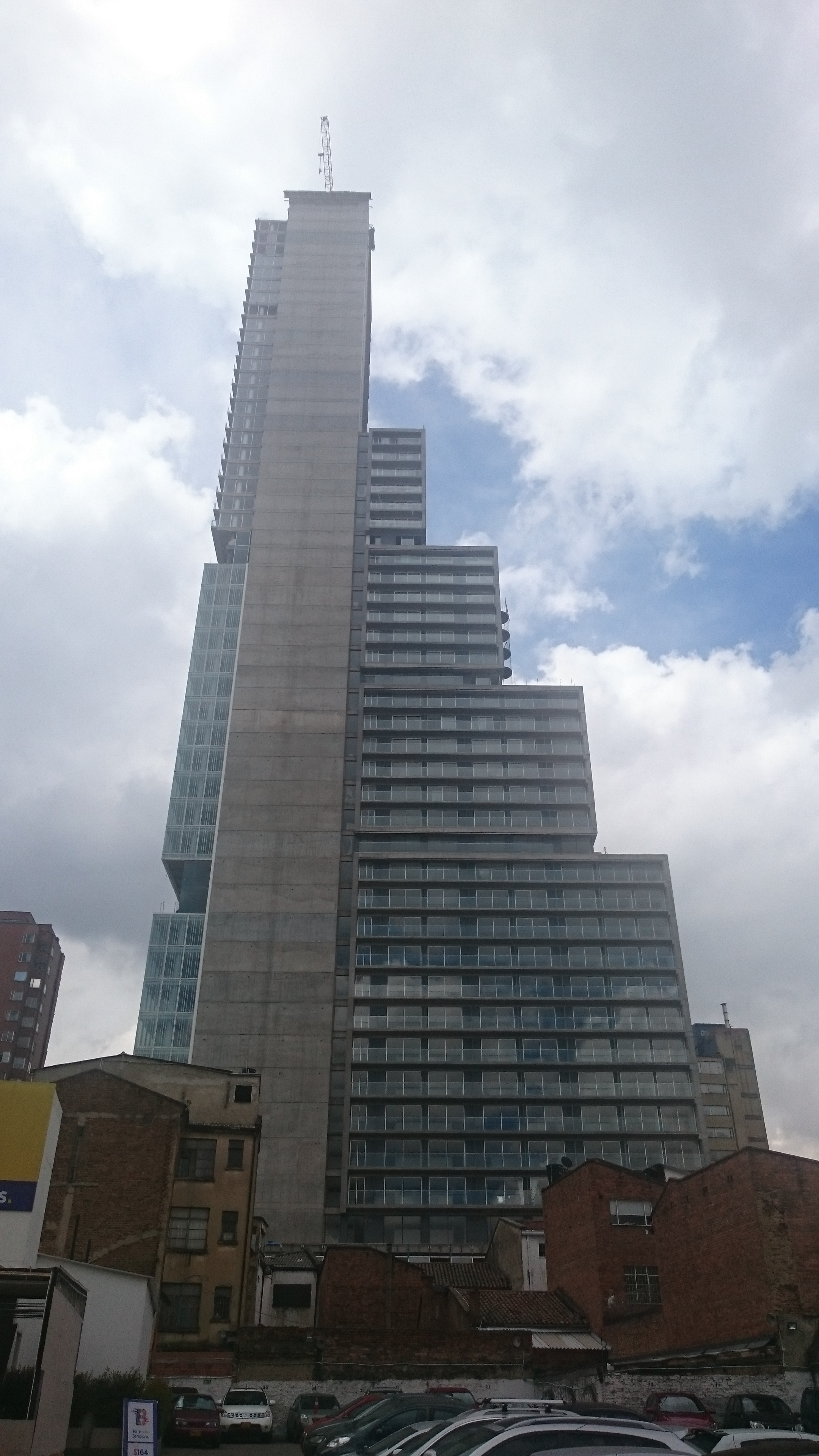
BD Bacata Bogota.
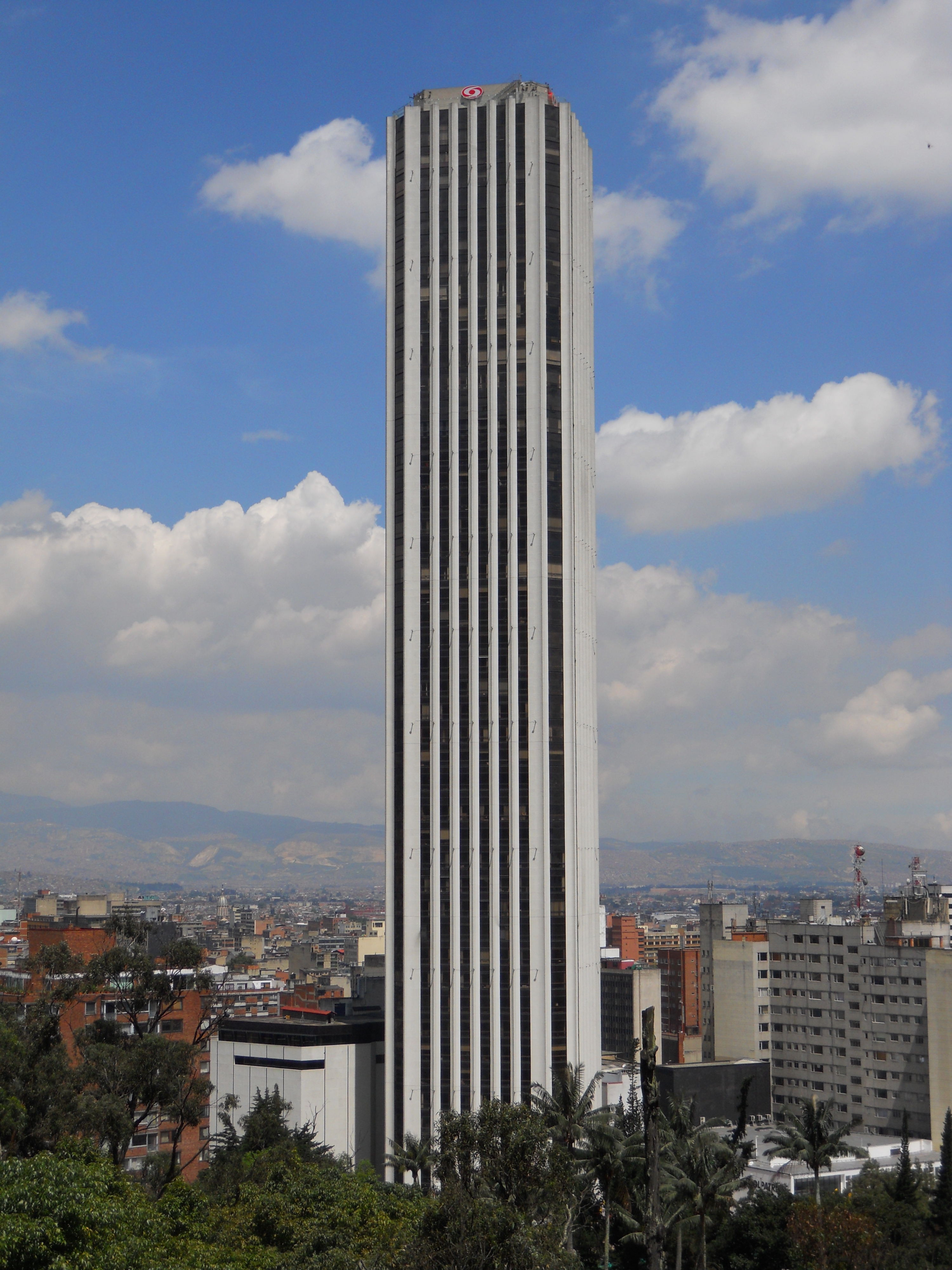
Tour Colpatria, la plus haute de Bogota et de Colombie.
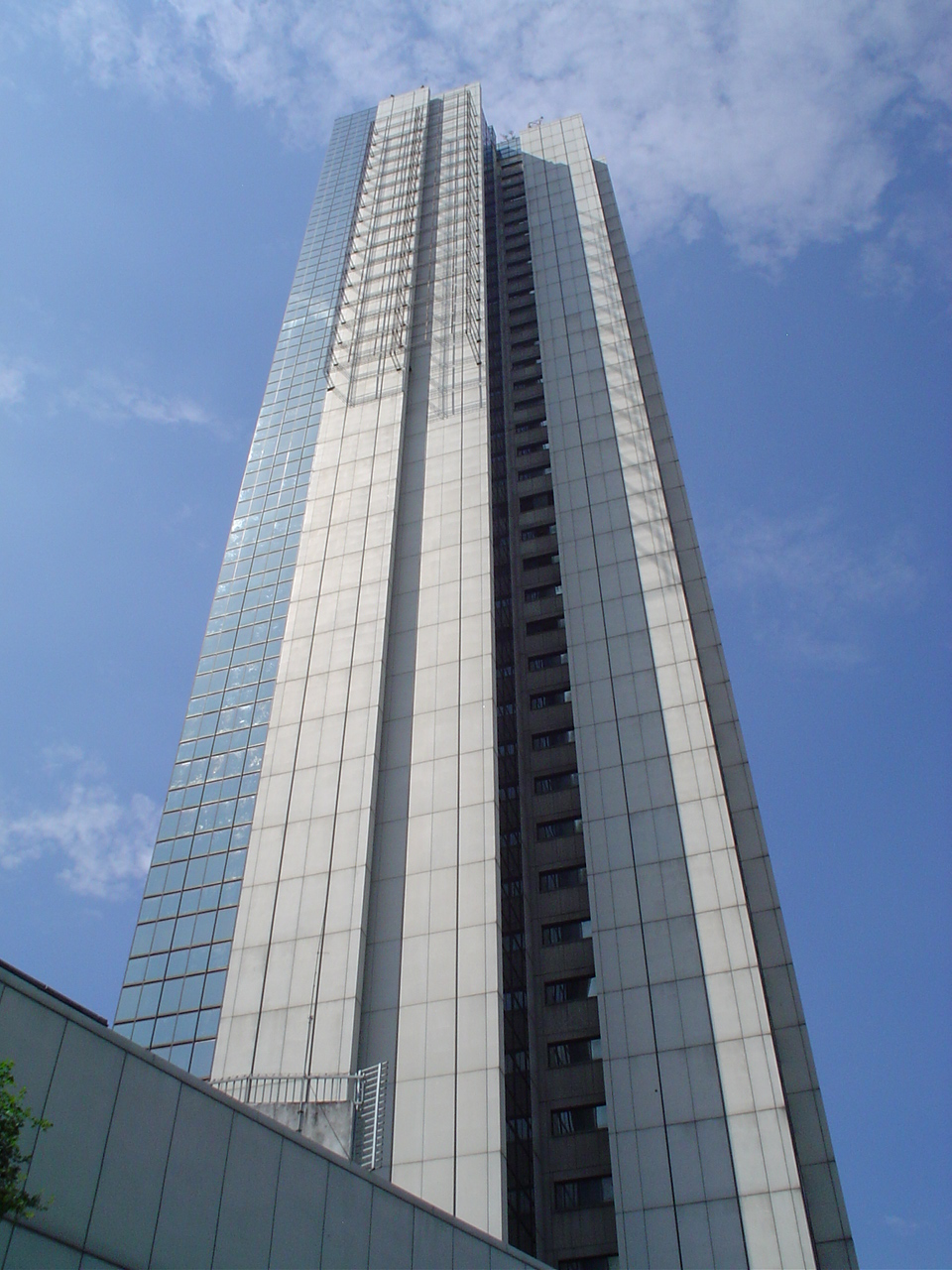
Tour de Cali, la plus haute de Cali la troisième de Colombie.
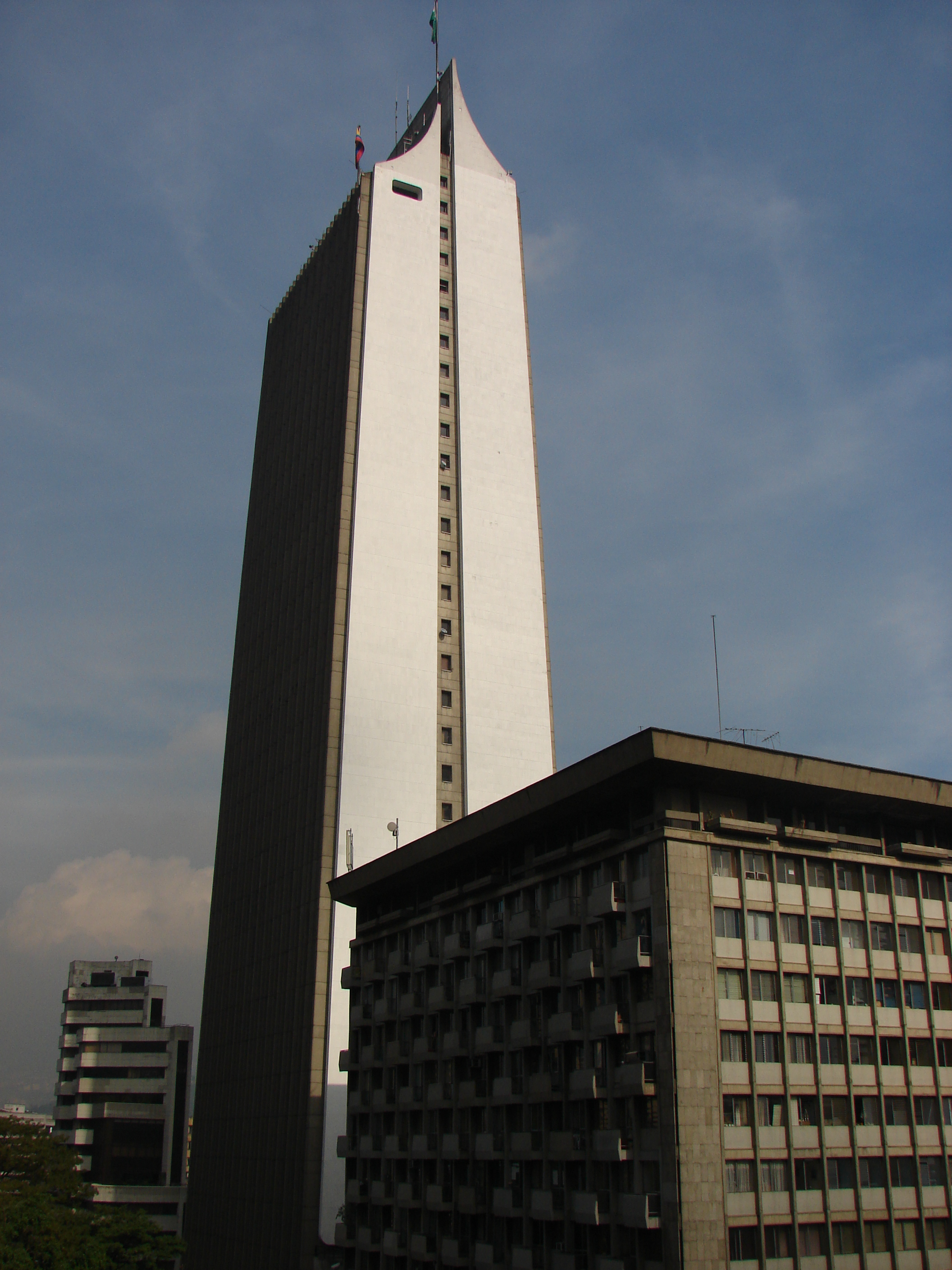
Tour Coltejer, la plus haute de Medellín et la quatrième de Colombie.
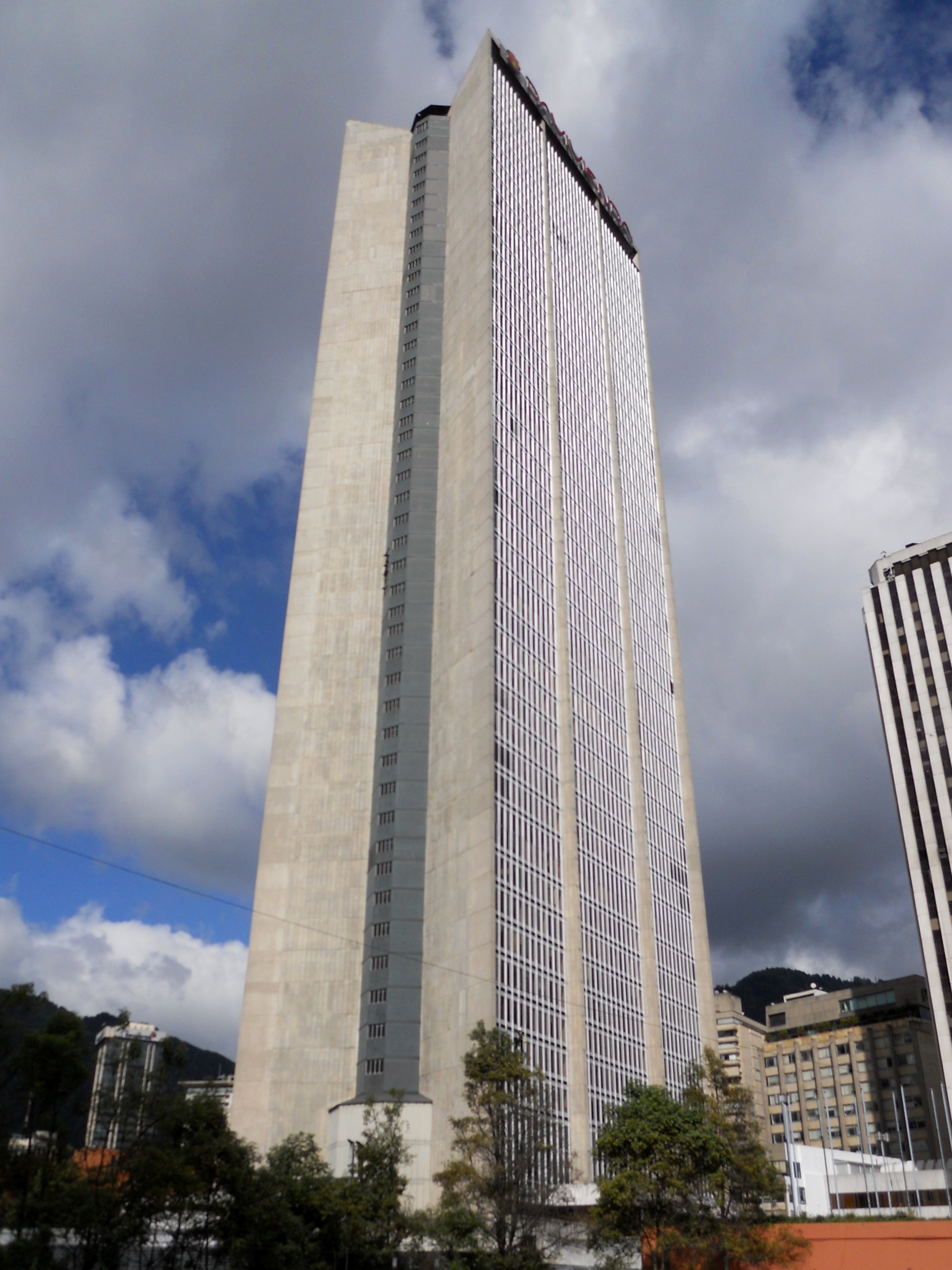
Centro de Comercio Internacional, à Bogota.
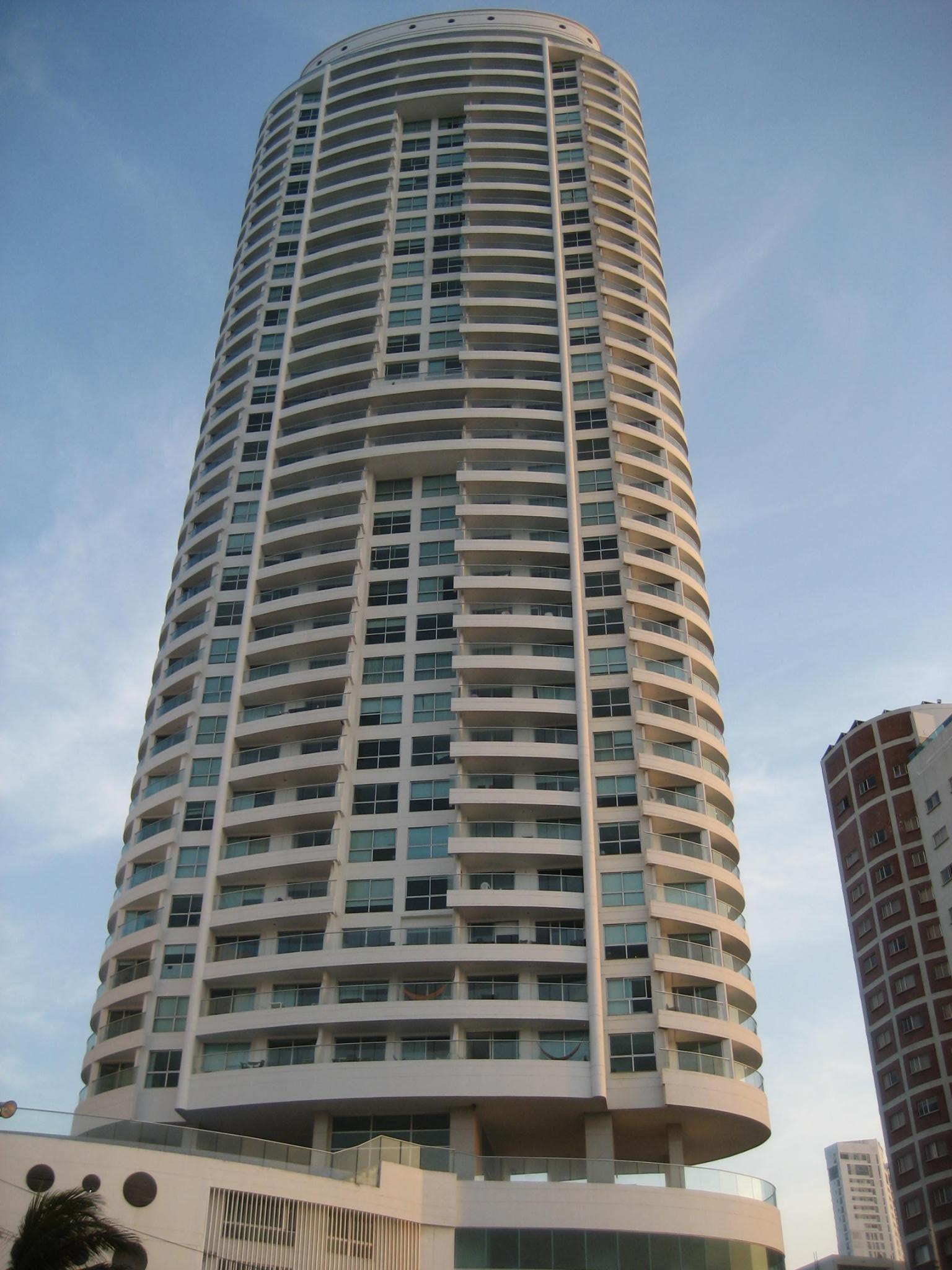
Palmetto Eliptic à Carthagène des Indes.
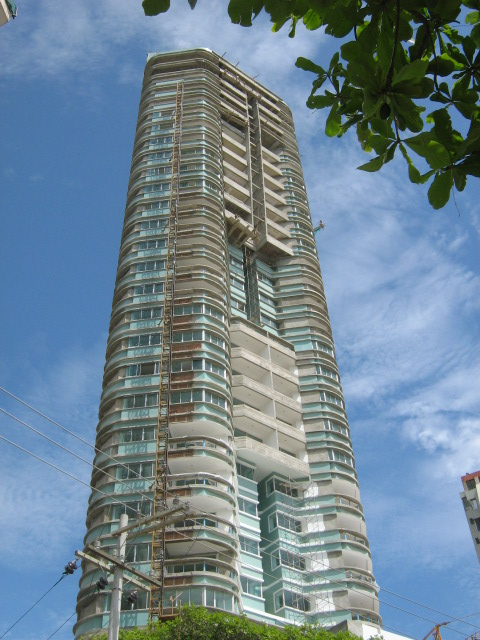
Edificio Horizontes, Carthagène des Indes.
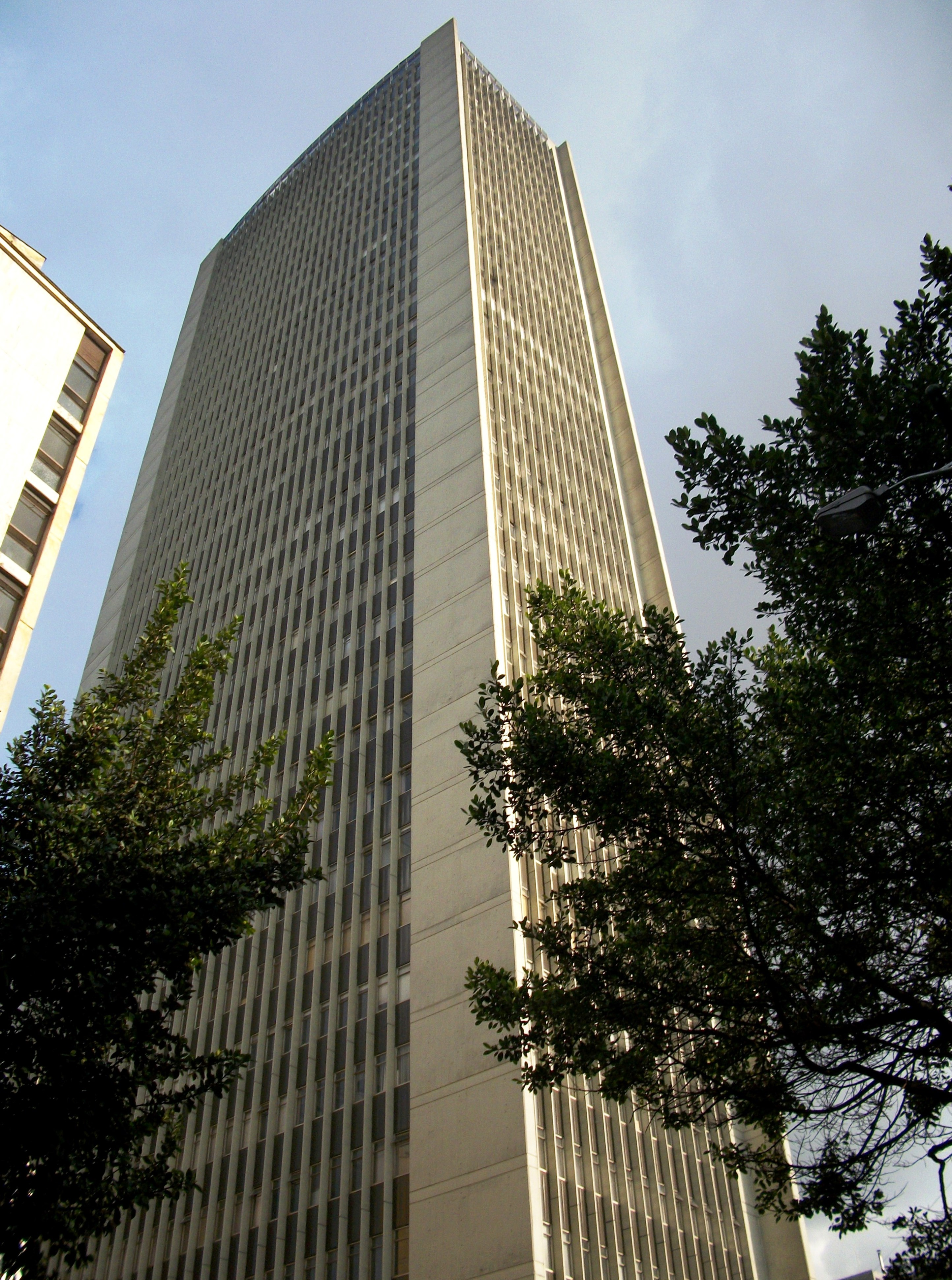
Torre Avianca, Bogota.
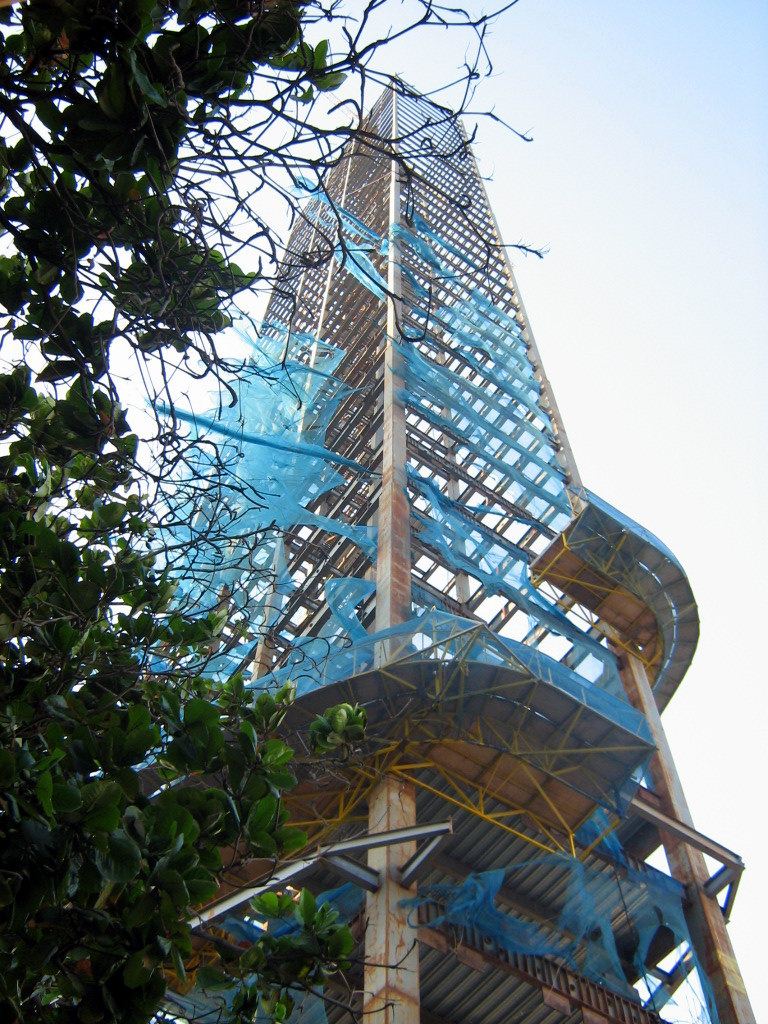
Torre de la Escollera, Carthagène des Indes.
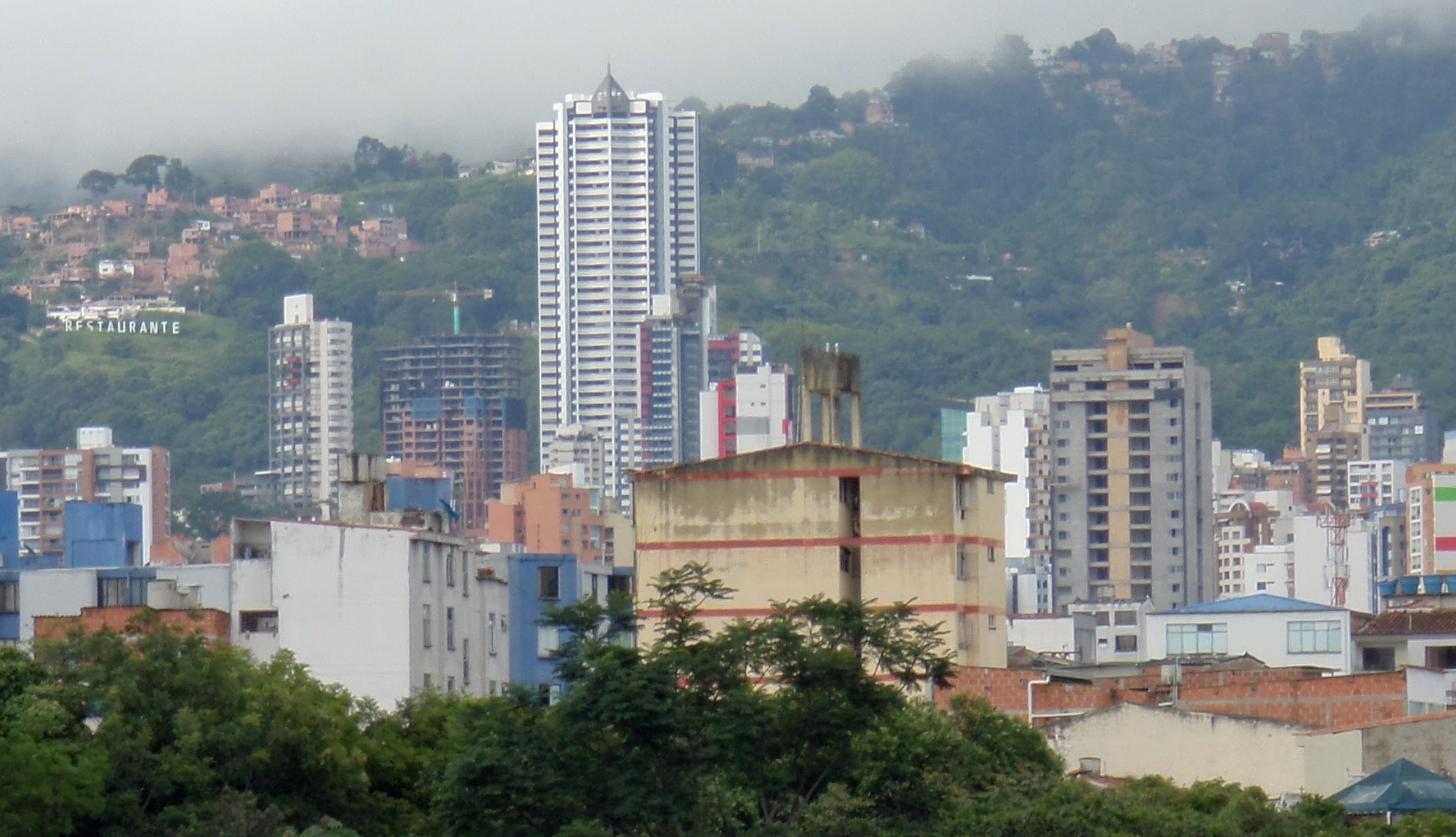
Edificio Majestic Bucaramanga.
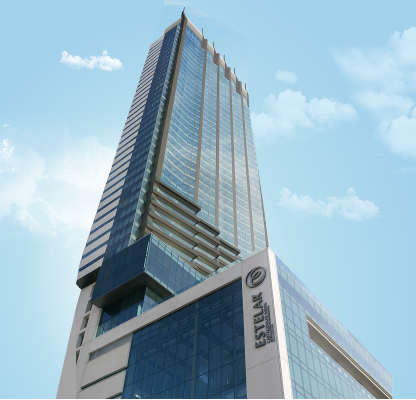
Hotel Estelar Bocagrande Carthagène des Indes.